# The Silent Woman
Pour plus de détails, voir Fiche technique et Distribution.
The Silent Woman est un film muet américain réalisé par Herbert Blaché, sorti en 1918.

## Synopsis
Une femme délaisse son mari et son fils pour un bucheron.

## Fiche technique
- Titre : The Silent Woman
- Réalisation : Herbert Blaché
- Scénario : Katharine Kavanaugh, June Mathis, d'après une histoire de Lois Zellner
- Photographie : George K. Hollister
- Producteur : Maxwell Karger
- Société de production : Metro Pictures Corporation
- Pays de production : États-Unis
- Format : Noir et blanc - 1,33:1 - Film muet
- Genre : drame
- Date de sortie : 
  - États-Unis : 2 septembre 1918

## Distribution
- Edith Storey : Nan McDonald
- Frank Mills : John Lowery
- Joseph Kilgour : Clifford Beresford
- Lilie Leslie : Mary Lowery
- Mathilde Brundage : Mrs. Elton
- Baby Ivy Ward : Little Billy
- George Stevens : le docteur
- T. Tamamoto : domestique
- Augusta Perry : domestique
- Harry Linson : bûcheron
- Ben Walker : bûcheron
- John Cohill : bûcheron